# Margarete Wallmann
Margarete Wallmann vagy Wallman (más néven Margarethe Wallmann, Margherita Wallman vagy Margarita Wallmann; 1901/1904, június/július 22. – Monte-Carlo, 1992. május 2.) balerina, koreográfus, díszlettervező és operaigazgató.
Wallmann valószínűleg Berlinben született, majd klasszikus tánc tanulmányait Eugenia Eduardowával (1882-1960) végezte Berlinben, később Heinrich Kröllerrel (1880-1930) és Anna Ornellivel Münchenben. 1923-tól Mary Wigman balettiskolájában tanult Drezdában, és egy ideig a Wigman-turné társulatához tartozott, amelyhez oly jövendő táncsztárok tartoztak, mint Hanya Holm és Gret Palucca. 
1928-ban New Yorkba utazott, és órákat tartott Wigman Ausdruckstanzában. 1929-ben a Berlini Wigman Iskola vezetője lett.
1930-ban megalapította saját társulatát, a Tänzer-Kollektivet, amely 1931-re már 37 tagúvá nőtt. Az első produkciójuk egy mozgásszínházi előadás volt, az Orpheus Dionysos Felixá, Emmeltől, amelyben Wallmann Euridike szerepét és Ted Shawn Orpheusz szerepét játszotta. 
Shawn meghívta Wallmannt tanítani a Los Angeles-i Denishawn School of Dancing and Related Artsba.
1931-ben a társulat Emmel Das jüngste Gericht (Az utolsó ítélet) című művét vitte színre a Salzburg Festivalon, majd újra előadták a következő évben is. Viszont egy baleset miatt Wallmann abbahagyta a táncot.
1933-ban Bécsbe költözött, és 1934-ben balettmester lett a Bécsi Állami Operánál és egyben a balettiskola vezetője. 1938-ban, miután Ausztriában is bekövetkezett a náci Németország Anschlussa, a „nem-ária” származása miatt elbocsátották, ahogyan a jövendőbeli férjét is, Hugo Burghausert. Miközben Burghauser 1938. szeptember 12-én Magyarországon keresztül Jugoszláviába és Olaszországba, majd Kanadába, és végül az Egyesült Államokba menekült, Wallmann munkát talált mint balettigazgató a Buenos Aires-i Teatro Colónban és Argentína vezető táncszemélyiségévé vált.
1949-ben visszatért Európába, és a milánói La Scala balettigazgatója lett. Az egyik új balett, amit színpadra vitt, Alberto Savinio Vita dell'uomo-ja volt (1958). 1952 óta főleg operák rendezésére szánta magát. Wallmann lett kiválasztva, hogy megrendezze a premierelőadásokat: Darius Milhaud David-jától kezdve, La Scala 1958-as Turandot-jáig, Birgit Nilssonnal. Ugyancsak a Scalánál vezette Maria Callas-t a Médée-ben (karmester: Leonard Bernstein, 1953), az Alceste-ben (karmester: Carlo Maria Giulini, 1954), Norma-ban (1955, amelynek az utolsó másodpercei le lettek filmezve, és Un ballo in maschera-ban (1957).
Az 1950-es években Wallman szorosan együtt dolgozott Poulenc-el a Dialogues des Carmélites-hoz a kompozíciós fázisban és a struktúra kibontakozásában – állítása szerint a karmester „idős bátyámhoz hasonlóvá vált”. A premier megrendezése után szorosan tovább dolgozott vele, amikor más színházaknál dolgozott Wallmann. A férje ez időben a Ricordi zenekiadó elnöke volt.
Wallmann 1957-ben visszatért a Bécsi Állami Operához, hogy színre vigye a Toscát (karmestere Herbert von Karajan volt, főszerepben Renata Tebaldi), minekután a következő években a Dialogues des Carmélites új produkciójával foglalkozott (1959, főszerepben: Irmgard Seefried, Ivo Žídek, Elisabeth Höngen, Hilde Zadek, Christel Goltz, Rosette Anday, Anneliese Rothenberger), valamint újraélesztve Wallmann 1959-es la scala-i produkcióját; megrendezte az Assassinio nella cattedrale-t (1960, újraélesztve Wallmann 1959-es la scala-i produkcióját; karmestere Herbert von Karajan volt, és főszerepben: Hans Hotter, Kurt Equiluz, Anton Dermota, Gerhard Stolze, Paul Schöffler, Walter Berry, Hilde Zadek, Christa Ludwig), La forza del destino-t (1960; karmester Dimitri Mitropoulos; főszerepben: Antonietta Stella, Giuseppe di Stefano, Ettore Bastianini, Giulietta Simionato), Turandot-t (1961; karmester Francesco Molinari-Pradelli, főszerepben: Birgit Nilsson, Giuseppe di Stefano, Leontyne Price), és a Don Carlost (1962; karmester Oliviero de Fabritiis, főszerepben: Flaviano Lab?, Boris Christoff, Hans Hotter, Sena Jurinac, Eberhard Wächter, Giulietta Simionato).
1958. április 19. és 20-án rendezője a Dialogues of the Carmelites-nek, a liszaboni Teatro Nacianal de São Carlos, a következő táncosokkal: Nicoletta Panni, Gianna Pederzini, Nora Rose, Luciana Serafini, Elda Ribatti, Laura Zanini, Maria Cristina de Castro, Alfredo Kraus, Renato Cesari, Piero De Palma, Vito Susca, Manuel Leitão, Alessandro Maddalena, Armando Guerreiro, Giorgio Giorgetti, Álvaro Malta; Maestro Oliviero de Fabrittis; színpadtervező Alfredo Furiga.
A Deutsche Oper Berlin-nek megrendezte a Turandot (1965), és a La forza del destino-t (1970).
Az egyik utolsó daraja a Der Rosenkavalier, a Monte Carlo Opera-nak (1987), és a legutolsó darabja Donizetti, Il campanello dello speziale-ja volt, a Fete Nationale-nak, a Monte Carlo Operában, 1990. november 19-én.